# Ugolini Ridge
Ugolini Ridge ist ein Gebirgskamm in der Royal Society Range des Transantarktischen Gebirges im ostantarktischen Viktorialand. Er erstreckt sich vom Ugolini Peak im Colwell-Massiv in westlicher Richtung.
Das Advisory Committee on Antarctic Names benannte ihn 1994 in Anlehnung an die Benennung des gleichnamigen Bergs. Dessen Namensgeber ist der italienische Pedologe Fiorenzo Cesare Ugolini (1929–2023), der zwischen 1961 und 1962 sowie von 1962 bis 1963 die Bodenprozesse in der Region um den McMurdo-Sund untersucht hatte.